# Taphrina wettsteiniana
Taphrina wettsteiniana är en svampart som beskrevs av Herzfeld 1910. Taphrina wettsteiniana ingår i släktet Taphrina och familjen häxkvastsvampar.   Inga underarter finns listade i Catalogue of Life.